# Alain Albert Leret d'Aubigny
Alain Leret d'Aubigny est un homme politique français né le 6 juillet 1875 à Paris où il est décédé le 1er décembre 1945.

## Biographie
Alain Leret d'Aubigny est le petit-fils d'Alphonse Leret d'Aubigny, qui a été député de la Sarthe de 1857 à 1870. Sa mère, Marie-Thérèse Desmaroux de Gaulmin, était la fille de Gilbert Desmaroux de Gaulmin, président du Conseil général de l'Allier et député de l'Allier.
Propriétaire terrien, il est maire de Noyen-sur-Sarthe et conseiller général du canton de Malicorne. Il est député de la Sarthe de 1905 à 1906 et de 1914 à 1924, siégeant à droite. Il est sous-secrétaire d’État aux Finances de 1922 à 1924 dans le gouvernement Raymond Poincaré (2) et vice-président de la Chambre en 1924.
Il est enterré au cimetière de Saint-Gérand-le-Puy auprès de ses ancêtres maternels.

## Sources
- « Alain Albert Leret d'Aubigny », dans le Dictionnaire des parlementaires français (1889-1940), sous la direction de Jean Jolly, PUF, 1960 [détail de l’édition]